# Gaspar de Quesada

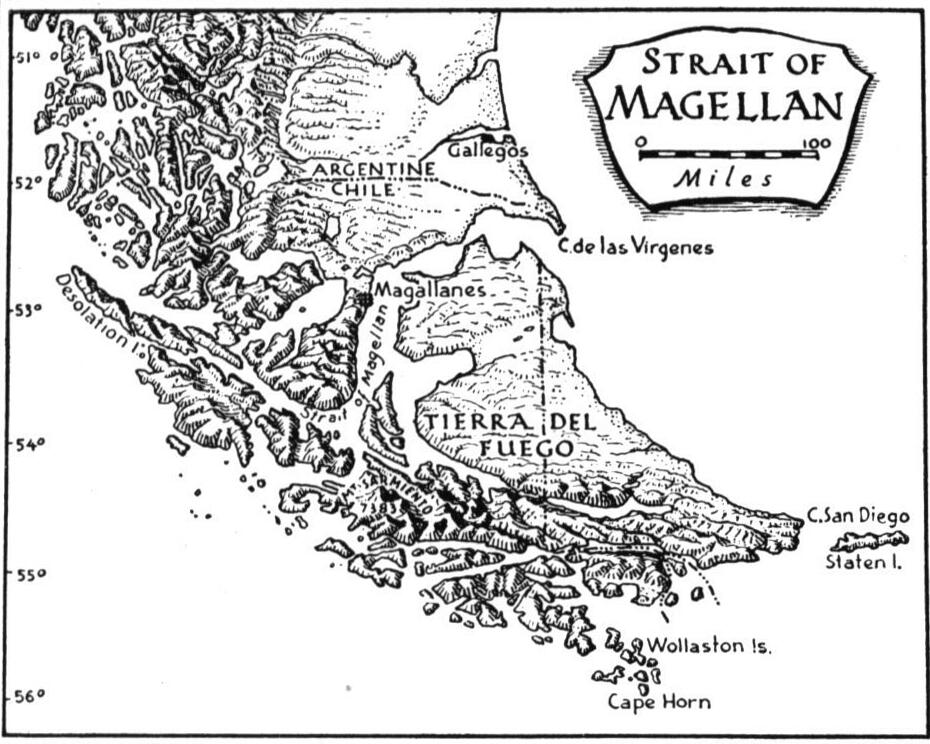
Karta över området där Quesada dödades

Gaspar de Quesada, född cirka 1480-talet, död 7 april 1520 i Magellans sund i Eldslandet, var en spansk sjöfarare och upptäcktsresande. Quesada deltog vid den första världsomseglingen 1519-1521 under Ferdinand Magellan men avrättades efter ett myteri 1520.

## Biografi
Endast lite finns dokumenterat om Mendozas tidiga liv, han föddes i Kastilien och började senare vid Casa de la Contratación de Indias. Den 6 april 1519 utnämndes han direkt av kung Karl I av Spanien till kapten i expeditionen med en lön på cirka 50 000 maravedis.

### Världsomseglingen
Den 10 augusti 1519 lämnade en expedition om 5 fartyg hamnen i Sevilla med Mendoza som befäl över fartyget Concepción.
Den 31 mars 1520 anlände fartygen till Puerto San Julián (i Santa Cruzprovinsen) där man skulle övervintra. Natten mellan den 1 till 2 april  utbröt ett myteri ledd av kapten Quesada, Victorias kapten Luis de Mendoza och San Antonios kapten Juan de Cartagena.
I efterspelet avrättades kapten Quesada den 7 april, kroppen forslades iland och fyrdelades.
Mendoza dödades under myteriet och Cartagena strandsattes senare på en öde ö de 11 augusti.